# معادلات فرينل

Partial transmission and reflection amplitudes of a wave travelling from a low to high refractive index medium.

معادلات فرينل تم استخلاصه من قبل أوغستان-جان فرينل، وتصف سلوك الضوء عند الانتقال بين الأوساط ذات معاملات الانكسار النسبية المختلفة. انعكاس الضوء الذي توضحه المعادلات يعرف بانعكاس فرينل.

## الشرح
عندما ينتقل الضوء من وسط معامل انكسارهn1 إلى وسط اخر معامل انكساره n2 فانه ربما يحدث انعكاس وانكسار للضوء معا

المتغيّرات المستخدمة في معادلات فرينل.

في الشكل على اليسار: شعاع ساقط po يصطدم بالسطح الفاصل بين الوسطين عند نقطة o. جزء من الاشعة ينعكس كشعاعoQوجزء ينكسر كشعاعos.الزوايا التي يصنعها كلا من الشعاع الساقط والشعاع المنعكس والشعاع المنكسر مع العمودى على السطح الفاصل تعرف بزاوية السقوطθi وزاوية الانعكاس θr وزاوية الانكسار θt , على الترتيب.
العلاقة بين هذه الزوايا اعطيت بقانون الانعكاس وقانون سنل (snell's law).
جزء القدرة الناتجة عن الشعاع الساقط المنعكس على السطح الفاصل تعطى بمعامل الانعكاس R والجزءالاخر المنكسر يعطى بمعامل الانكسار T. ومن المفترض ان الوسط غير مغناطيسى (non-magnetic).
حساب معامل الانعكاس R ومعامل الانكسارT يعتمد على استقطاب الشعاع الساقط. إذا استقطب الضوء بمجال كهربى من الضوء عمودى على مستوى الشكل الموضح أعلى (s-polarised), فان معامل الانعكاس يعطى كالاتى:
{\displaystyle R_{s}=\left[{\frac {\sin(\theta _{t}-\theta _{i})}{\sin(\theta _{t}+\theta _{i})}}\right]^{2}=\left({\frac {n_{1}\cos \theta _{i}-n_{2}\cos \theta _{t}}{n_{1}\cos \theta _{i}+n_{2}\cos \theta _{t}}}\right)^{2}=\left[{\frac {n_{1}\cos \theta _{i}-n_{2}{\sqrt {1-\left({\frac {n_{1}}{n_{2}}}\sin \theta _{i}\right)^{2}}}}{n_{1}\cos \theta _{i}+n_{2}{\sqrt {1-\left({\frac {n_{1}}{n_{2}}}\sin \theta _{i}\right)^{2}}}}}\right]^{2}}
حيث θt يمكن ان تستعاض ب θi من خلال قانون سنل والتبسيط باستخدام المتطابقات المثلثية.
إذا استقطب الضوء في مستوى الشكل الموضح أعلى (p-polarised), فان R يعطى كالاتى:
{\displaystyle R_{p}=\left[{\frac {\tan(\theta _{t}-\theta _{i})}{\tan(\theta _{t}+\theta _{i})}}\right]^{2}=\left({\frac {n_{1}\cos \theta _{t}-n_{2}\cos \theta _{i}}{n_{1}\cos \theta _{t}+n_{2}\cos \theta _{i}}}\right)^{2}=\left[{\frac {n_{1}{\sqrt {1-\left({\frac {n_{1}}{n_{2}}}\sin \theta _{i}\right)^{2}}}-n_{2}\cos \theta _{i}}{n_{1}{\sqrt {1-\left({\frac {n_{1}}{n_{2}}}\sin \theta _{i}\right)^{2}}}+n_{2}\cos \theta _{i}}}\right]^{2}}
معامل الانكسار Tيعطى في كل حالة كالاتى: Ts == 1 − Rs and Tp == 1 − Rp
إذا لم يستقطب الضوء الساقط (عند احتوائه عل خليط متساو من s- and p-polarisations), فان معامل الانعكاس R يعطى كالاتى: R = (Rs + Rp)/2
معادلات هذه المعاملات بالنسبة لنسب المجال الكهربى للموجات يمكن أيضا ان تشتق، وهي تسمى أيضا «معادلات فرينل». هذه المعادلات تاخذ اشكال عدة، معتمدة على الشكل المختار والصيغة المستخدمة. معاملات السعة دائما ما تمثل بالحالة الادنى rوt. في بعض الاشكال يحققوا ان:
{\displaystyle R=r^{2}\ \mathrm {and} \ T=\left({\frac {n_{2}\cos \theta _{t}}{n_{1}\cos \theta _{i}}}\right)t^{2}} 
عند زاوية واحدة معينة لكل من n1 وn2 المعطيان، قيمة Rp توؤل إلى الصفر والشعاع الساقط p-polarised ينكسر كليا. هذه الزاوية تسمى زاوية «بروستر» وتكون حوالي 65 ° للوسط الزجاجى في الهواء أو الفراغ. علما بأن هذه العبارة صحيحة فقط عندما تكون معاملات الانكسار لكل من المادتين ارقام حقيقية، كما هو الحال بالنسبة للمواد مثل الهواء والزجاج. بالنسبة للمواد التي تمتص الضوء، مثل المعادن وأشباه الموصلات، معامل الانكسار nيكون تخيلى، و Rp عموما لا تذهب إلى الصفر.
عند الانتقال من وسط أكبر كثافة إلى وسط أقل كثافة (أيn1> n2), زاوية السقوط تعرف بالزاوية الحرجة، وينعكس الضوء كلياو يكون Rs == Rp == 1. تعرف هذه الظاهرة بالانعكاس الكلى الداخلى. الزاوية الحرجة حوالي 41 ° للزجاج في الهواء.
عندما يكون الضوءالساقط قريب من العمودى على السطح الفاصل (θi ≈ θt ≈ 0), ومعامل الانعكاس ومعامل الانكسار كالاتى:
{\displaystyle R=R_{s}=R_{p}=\left({\frac {n_{1}-n_{2}}{n_{1}+n_{2}}}\right)^{2}}
{\displaystyle T=T_{s}=T_{p}=1-R={\frac {4n_{1}n_{2}}{\left(n_{1}+n_{2}\right)^{2}}}}
معامل الانعكاس حوالى 4% بالنسبة للزجاج الشائع. لاحظ ان الانعكاس بنافذة زجاجية يكون من الجانب الامامى بالإضافة إلى الجانب الخلفى، وان معظم الضوءيرتد للخلف ذهابا وايابا عدد من المرات بين الجانبين. والجمع بين معامل انعكاس لهذه الحالة هو (2R/(1 + R, عندمايمكن اهمال التداخل. (انظر أدناه).

وتجدر الإشارة إلى أن المناقشة المعطاة هنا تفترض أن معامل النفاذية μ تساوي معامل نفاذية الفراغ μ0 في الوسطين على حد سواء. هذا هو تقريبا الحقيقي لمعظم المواد العازلة للكهرباء ولكن ليس بالنسبة لبعض أنواع أخرى من المواد. معادلات فرينل العامة كليا تكون أكثر تعقيدا.

## التاثير من متعددة السطوح
عندما يعمل ضوء انعكاسات متعددة بين اثنين أو أكثر من السطوح المتوازية، فان اشعة الضوء المتعددة تتداخل عامة مع بعضهامنتجة شبكة من السعات المنعكسة والمنبعثة التي تعتمد على الطول الموجى بطريقة معقدة. مثال على ذلك التأثير: الألوان التي ترى في الأفلام الزيت على سطح ماء. وتشمل التطبيقات الأخرى تداخل فابري بيرو، والطلاءات الضوئية التي تقلل بدرجة كبيرة انعكاسية السطح، والألياف الضوئية. والتحليل الكمي لهذه الآثار على أساس معادلات فرينل، ولكن مع حسابات إضافية إلى حساب للتدخل. طريقة نقل المصفوفة يمكن استخدامها لحل هذه المشاكل.

## انظر أيضأ
- بصريات الاغشية الرقيقة
- مرشح أشعة تحت الحمراء
- مزج ضوئي
- تباين (بصريات)